# Katedra Marii Panny w Sybinie
Katedra Marii Panny w Sybinie – gotycka fara, położona na terenie historycznego centrum siedmiogrodzkiego Sybina (Rumunia), które było jednym z głównych ośrodków Sasów siedmiogrodzkich, po reformacji założyli przy farze gminę ewangelicką, która sprawuje nad pieczę do dziś; od 1867 kościół jest katedrą ewangelicką. W kontekście architektury gotyckiej, fara w Sybinie jest obok kościoła NMP w Braszowie i kościoła Świętego Michała w Klużu najcenniejszym przykładem kościoła farnego w Siedmiogrodzie.

## Dzieje
Obecny gotycki kościół został wzniesiony na miejscu starszego XII-wiecznego romańskiego kościoła z trzema nawami i prezbiterium. Obecna fara powstawała etapami od roku 1371. Początkowo był to kościół bazylikowy z transeptem, prezbiterium z zakrystią od wschodu i przylegającą do korpusu nawowego wieżą zachodnią. Po 1424 roku kościół rozbudowano, podwyższając wieżę oraz nawę główną i poszerzając nawy boczne. Po roku 1474 kościół przebudowano, nadając mu częściowo układ halowy; podwyższono jedynie nawę południową, podczas gdy północna zachowała pierwotny układ. Wewnątrz powstały tu swego rodzaju empory. Na zachód od wieży przedłużono korpus nawowy, przy czym część ta określana mianem Ferula stanowiła autonomiczny element, pełniła funkcję mauzoleum dla miejscowych patrycjuszy. W roku 1494 ukończono budowę wieży. Ponadto po południowej stronie zbudowano kaplicę, a w 1520 ostatecznie ukończono rozbudowę i dobudowano sąsiadującą z nią wieżyczkę schodową. Patronat nad kościołem objęli miejscowi Sasi, stąd też architektura kościoła i pierwotny wystrój powstały pod silnym wpływem sztuki zachodnich krajów Świętego Cesarstwa Rzymskiego i północnych Niderlandów. W latach 40. XVI wieku świątynię przejęli ewangelicy, którzy zarządzają świątynią do dziś. W roku 1867 świątynię podniesiono do godności katedry ewangelicko-augsburskiej.

## Architektura
Kościół w Sybinie charakteryzuje się asymetrią, która jest efektem przebudów w XV i w pierwszych dwóch dekadach XVI wieku. Zbudowany z ciosu kamiennego kościół składa się z dwuprzęsłowego, poligonalnie zamkniętego prezbiterium, nawy poprzecznej, pięcioprzęsłowego korpusu nawowego, wieży zachodniej oraz dwóch dodatkowych przęseł tworzące zintegrowany z resztą kościoła aneks określany mianem Ferula. Od strony północnej zachowano układ bazylikowy, nawa boczna od tej strony liczy dziesięć przęseł, do czwartego przęsła od strony transeptu przylega prostokątna w planie kruchta, druga z nich znajduje się naprzeciwlegle, ponad którą znajduje się kaplica. Nawa południowa charakteryzuje się odmienną strukturą. W dolnej części zachowano podobny schemat do nawy północnej (liczba przęseł, wysokość), powyżej znajduje się pięcioprzęsłowa empora (dwa przęsła zachodniej stanowią część Feruli), każde z przęseł nakryte jest osobnym dachem poprzecznym. Długość każdego przęsła empory odpowiada dwóm przęsłom nawy bocznej. Przy rozbudowach świątyni zachowano pierwotny podział przęseł, dzięki czemu jest czytelny układ przestrzenny kościoła z XIV wieku.
Prezbiterium, transept, oraz pierwotny korpus nawowy są nakryte sklepieniami krzyżowo-żebrowymi. Kruchty mają sklepienia gwiaździste ośmiodzielne, natomiast przęsła empor, kaplica ponad kruchta południową i aneks północnego ramienia transeptu nakrywają sklepienia gwiaździsto-sieciowe, wsparte na służkach przylegających do ścian i filarów. Sklepienie na skrzyżowaniu naw wsparte jest na wspornikach. Ściany korpusu nawowego są artykułowane ostrołukowymi arkadami międzynawowymi oraz ponadto od strony północnej arkadami empor wznoszącymi się powyżej kamiennej balustrady. Od strony zachodniej nawę główną zamyka ściana wieży.
Na zewnątrz ściany są oszkarpowane, ściany są przeprute smukłymi ostrołukowymi oknami z dekoracją maswerkową. Zwarta, kubiczna i prosta architektura elewacji północnej znacznie odsłania XIV-wieczny zrąb, który od strony południowej jest w znacznym stopniu nadbudowany; każde z przęseł empor zwieńczone jest trójkątnym szczytem o wysokości zbliżonej do nawy głównej. Poniżej artykulacja ścian za pomocą przypór została dopasowana do pierwotnej, stąd też każde z przęseł empor posiada po dwa duże, ostrołukowe okna. Po dodaniu Feruli kilkukondygnacyjna wieża została wtopiona w bryłę. Wieńczy ją smukły ostrosłupowy hełm, otoczony czterema narożnymi wieżyczkami. Wieża ta jest najwyższą w Siedmiogrodzie, jej wysokość wynosi 73 metry.

## Wystrój wnętrza
Na ścianach zachowały się fragmenty malowideł ściennych, w tym na północnej ścianie prezbiterium monumentalne przedstawienie Grupy Ukrzyżowania ze schyłku XV stulecia. Na niektórych sklepieniach zachowały się późnogotyckie zworniki.
Brązowa chrzcielnica, dzieło mistrza Leonhardusa z 1438, późnogotycka, ozdobiona licznymi reliefami, medalionami i inskrypcjami. Prawdopodobnie dzieło to powstało z inicjatywy sybińskich mieszczan, którzy przetopili zdobyte rok wcześniej tureckie armaty.
W chórze muzycznym znajdują się organy, których dzieje sięgają od 1585 roku. Obecny barokowy prospekt pochodzi z 1671 roku, natomiast sam instrument wykonał w 1915 Wilhelm Sauer. Sybińska katedra ewangelicka do roku 1796 była ważną nekropolią saskich notabli. Następnie zakazano grzebania, wyjątkiem był pochówek Samuela von Brukenthala, który miał miejsce w katedrze w roku 1803. Wewnątrz Feruli znajduje się liczący 67 dzieł zespół renesansowych, manierystycznych i barokowych nagrobków mieszczańskich.

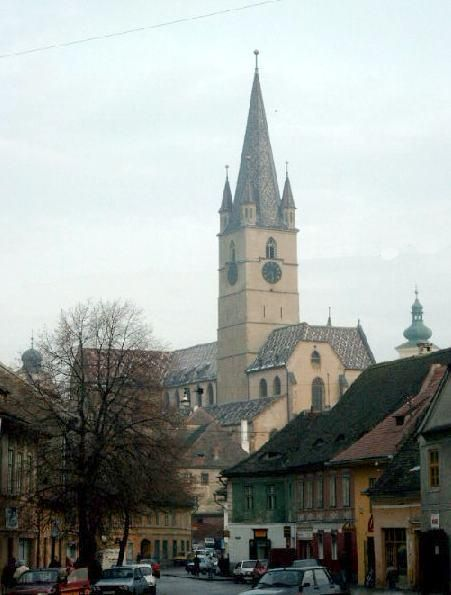
Fragment Starego Miasta z kościołem NMP
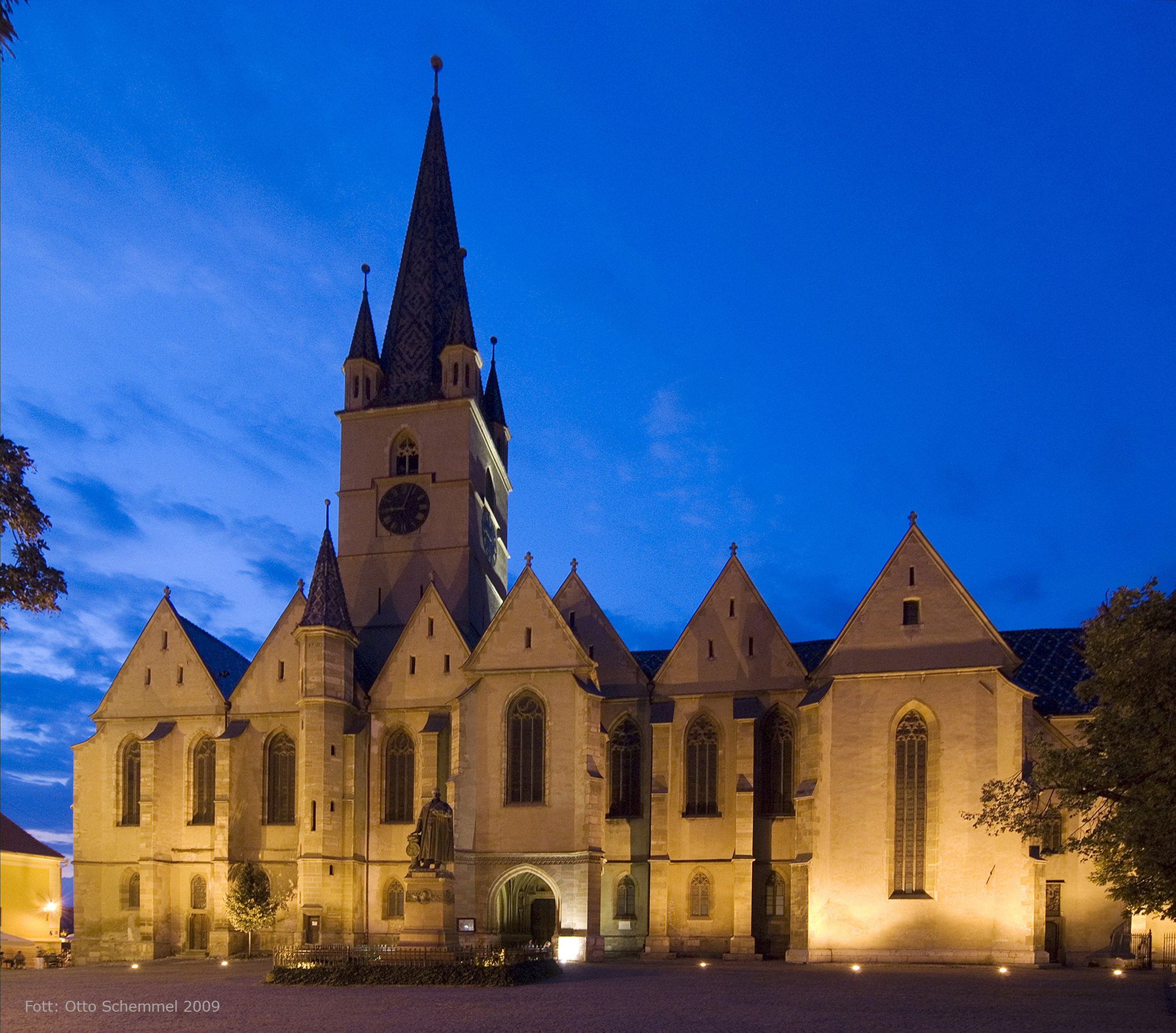
Widok kościoła w nocy
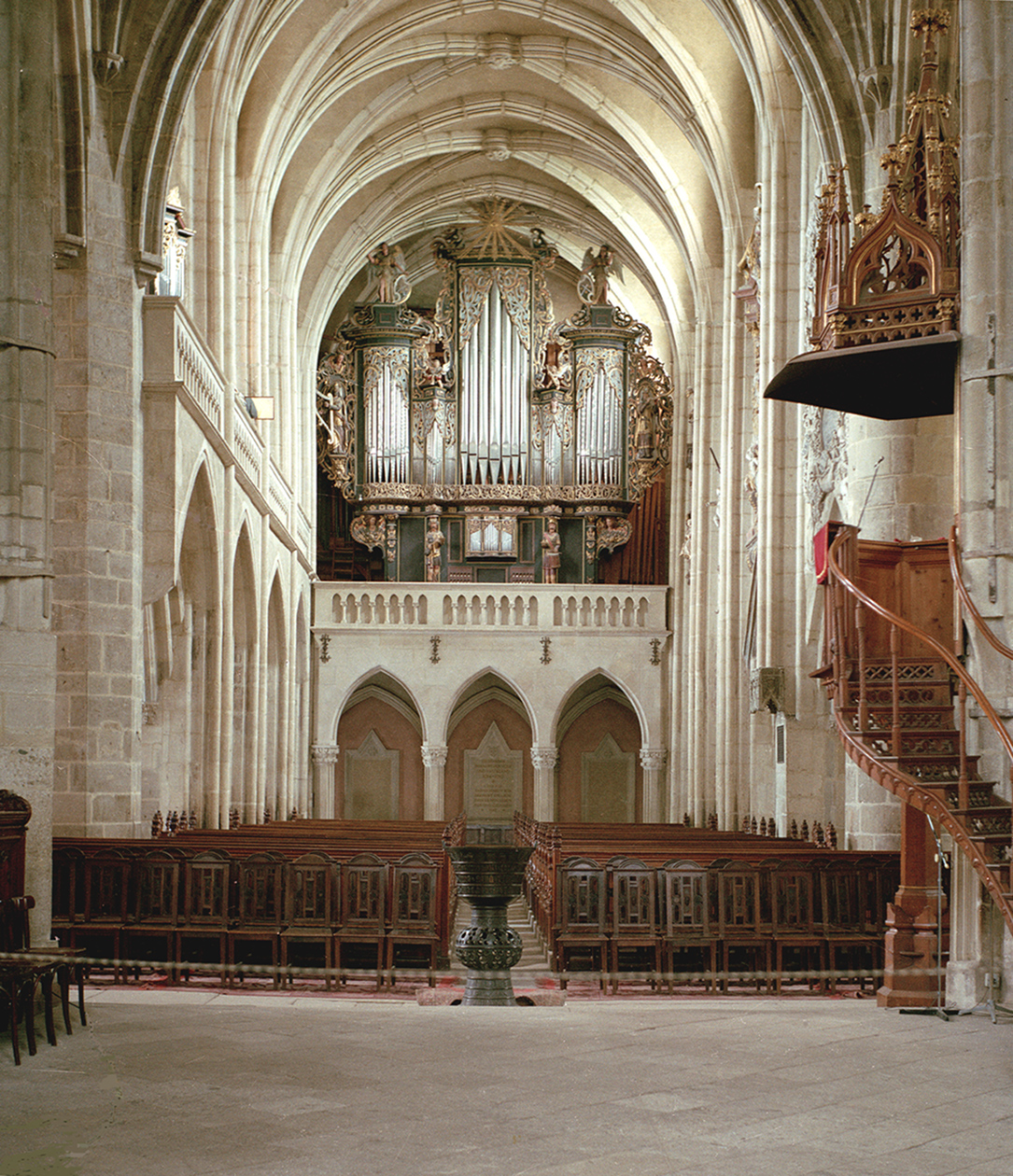
Widok nawy głównej i chóru muzycznego
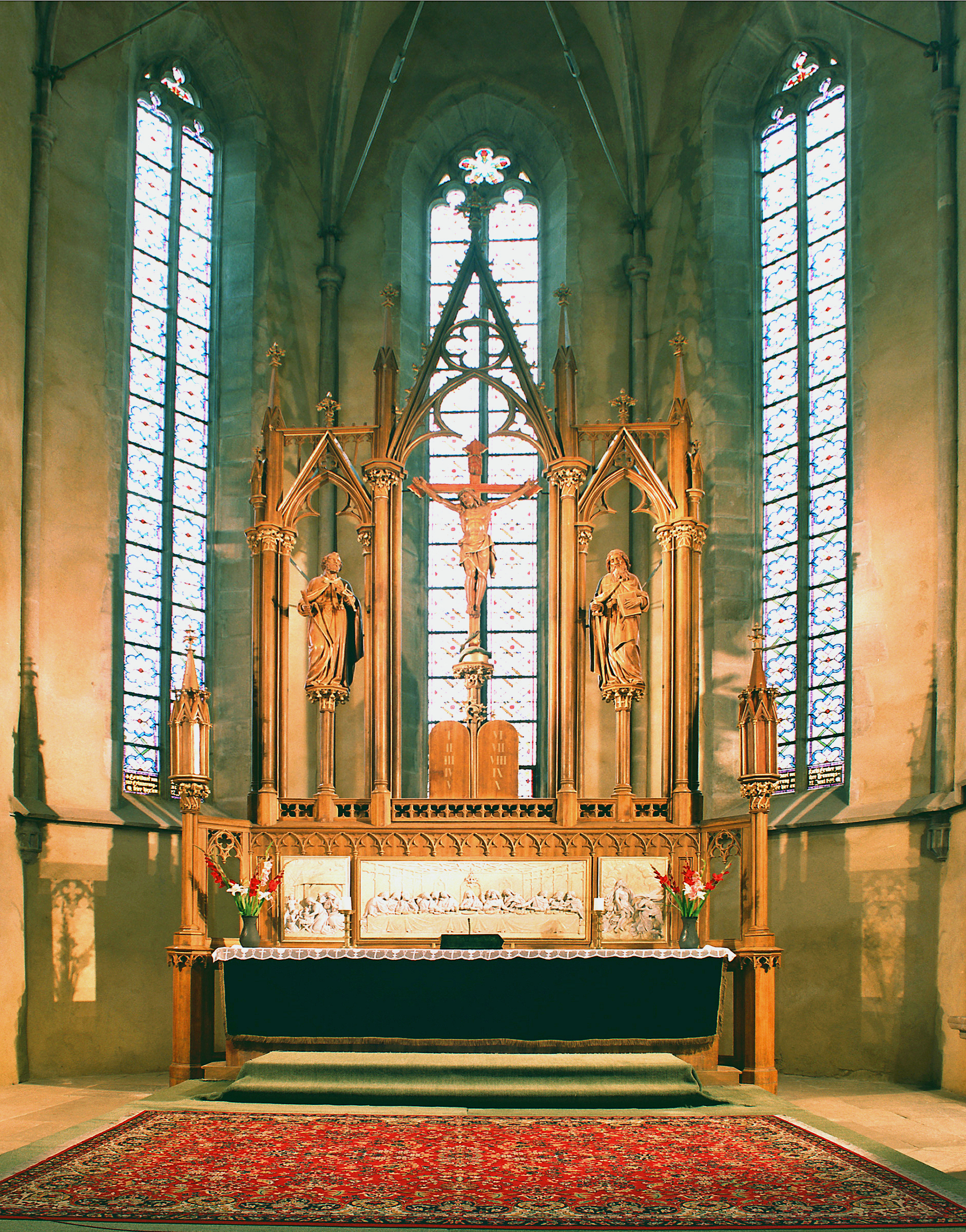
Prezbiterium z ołtarzem głównym
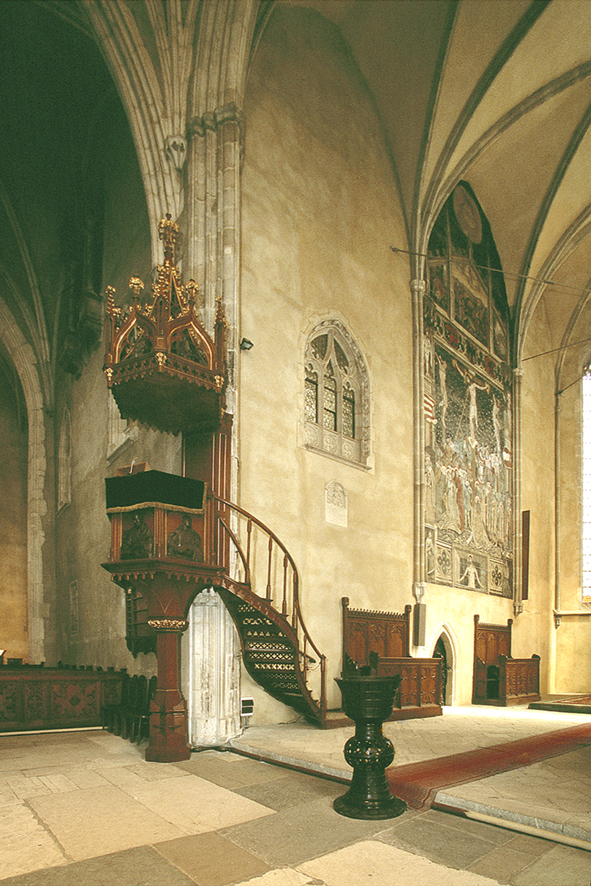
Ambona i chrzcielnica
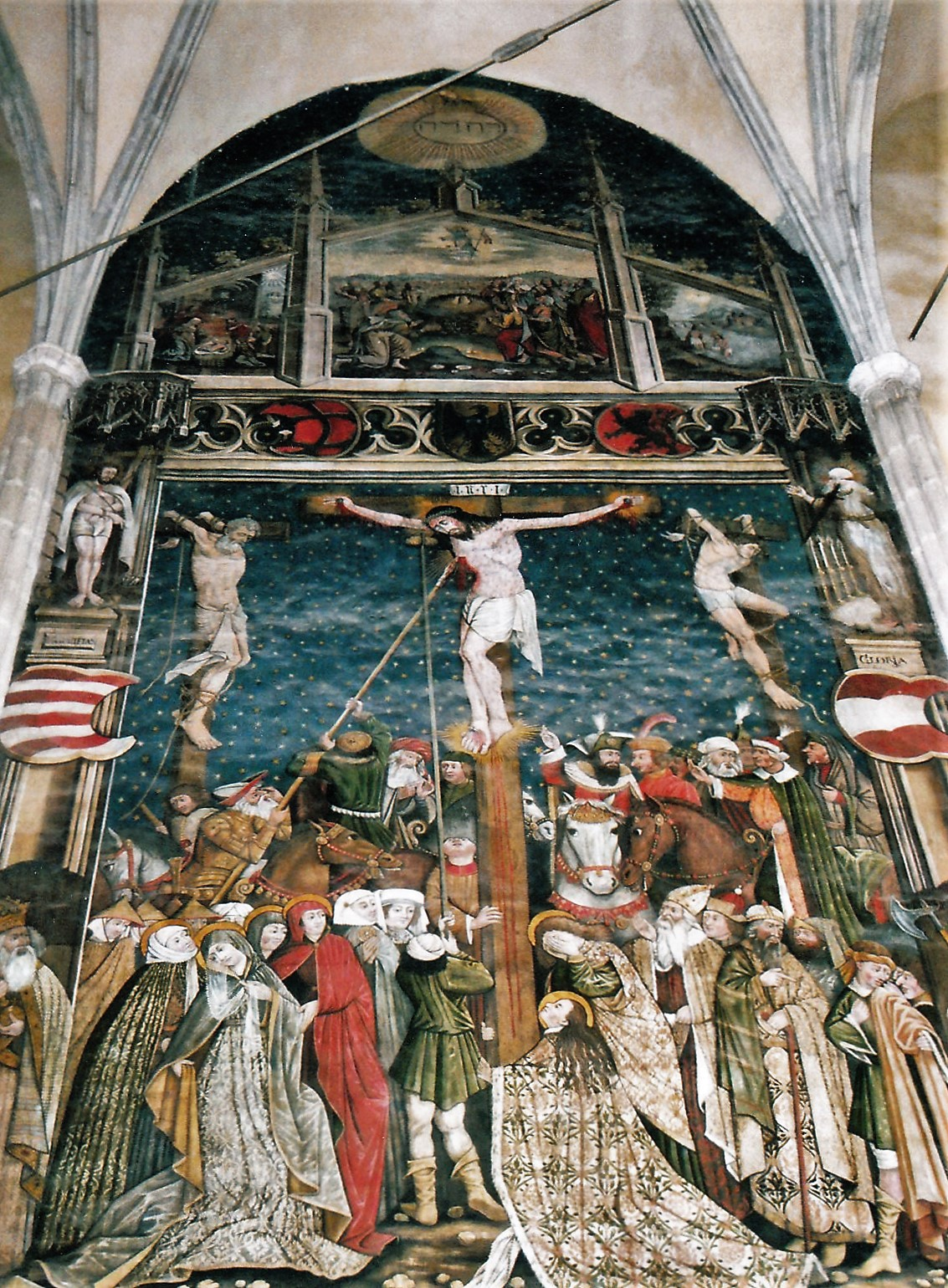
Malowidła ścienne w prezbiterium